# Departamento Central de Estatísticas da Igreja
O Departamento Central de Estatísticas da Igreja (Generale Ecclesiae Rationarium) é um departamento da Cúria Romana instituído em 15 de agosto de 1967 pelo Papa Paulo VI. É responsável pela prestação de todas as informações sobre o catolicismo no mundo. Seu trabalho mais importante é publicado anualmente sob o título de Anuário Pontifício.